# San Giovanni Battista (Ponte allo Spino)
San Giovanni Battista ist eine Kirche in Ponte allo Spino, Gemeinde Sovicille, Provinz Siena, Erzbistum Siena-Colle di Val d’Elsa-Montalcino.

## Geschichte und Beschreibung
Erstmals erwähnt 1189, ist es eines der interessantesten romanischen Gebäude in der Region Siena.
Die Pfarrkirche besteht aus drei Schiffen, die durch kreuzförmige Pfeiler getrennt und mit Apsiden abgeschlossen sind. Das letzte Joch des Mittelschiffes weist ein höher gelegenes Tonnengewölbe mit einem Tiburio auf, das außen mit Hängebögen und mit stufenförmigen Rauten und Kreisen verziert ist.
In der Fassade, horizontal durch einen Rahmen geteilt, befinden sich ein Portal und ein großes Monoforium. Die unterschiedlich gestalteten Kapitelle sind von hoher Qualität. Der im lombardischen Stil erbaute Glockenturm weist Koppelfenster und Monoforien auf.
Im Inneren befindet sich eine Tafel von Bartolomeo Neroni, bekannt als Il Riccio (16. Jahrhundert), mit Madonna mit Kind, Engel, Heiligen und einem Bischof.

## Galerie

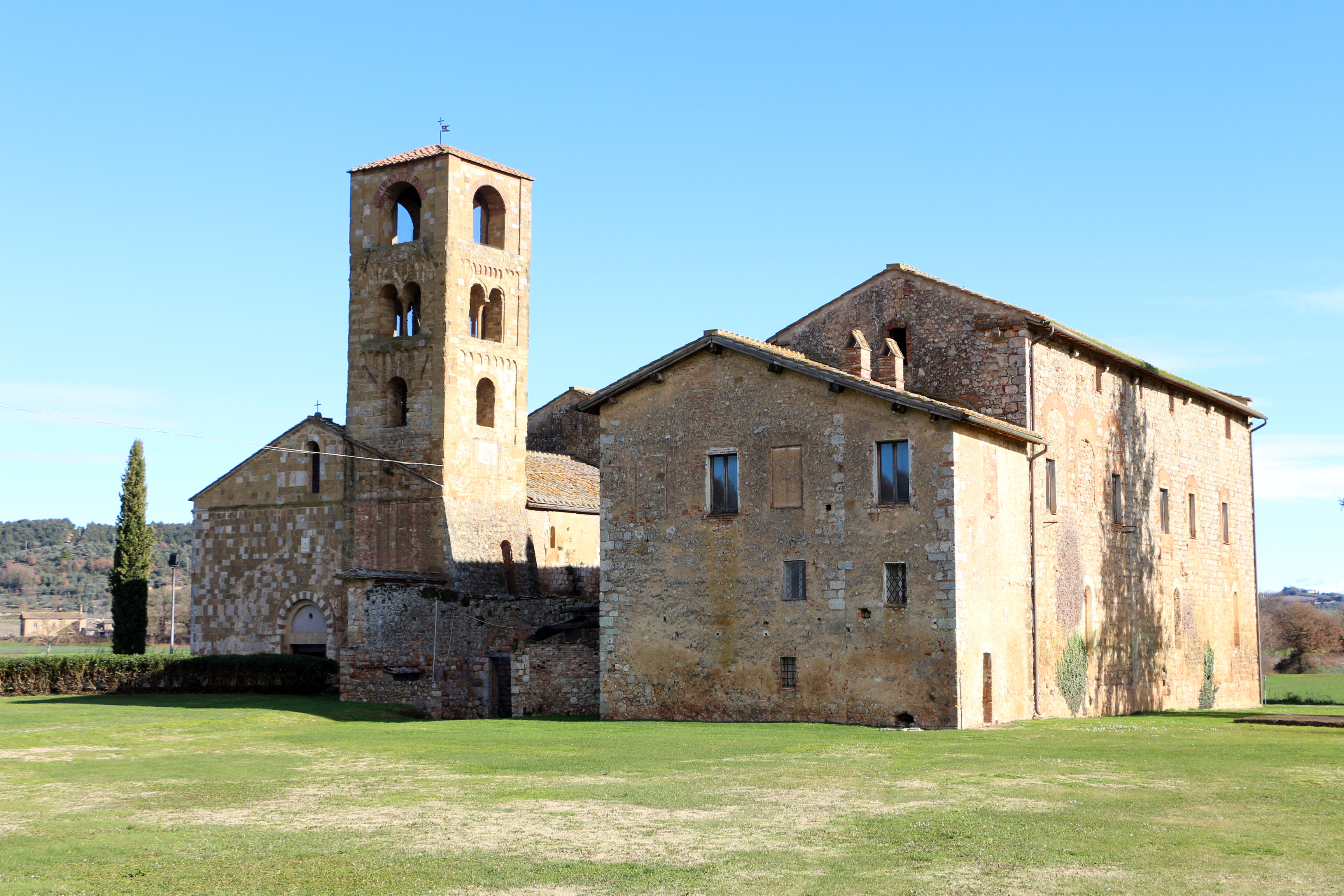
Gesamtansicht der Kirche
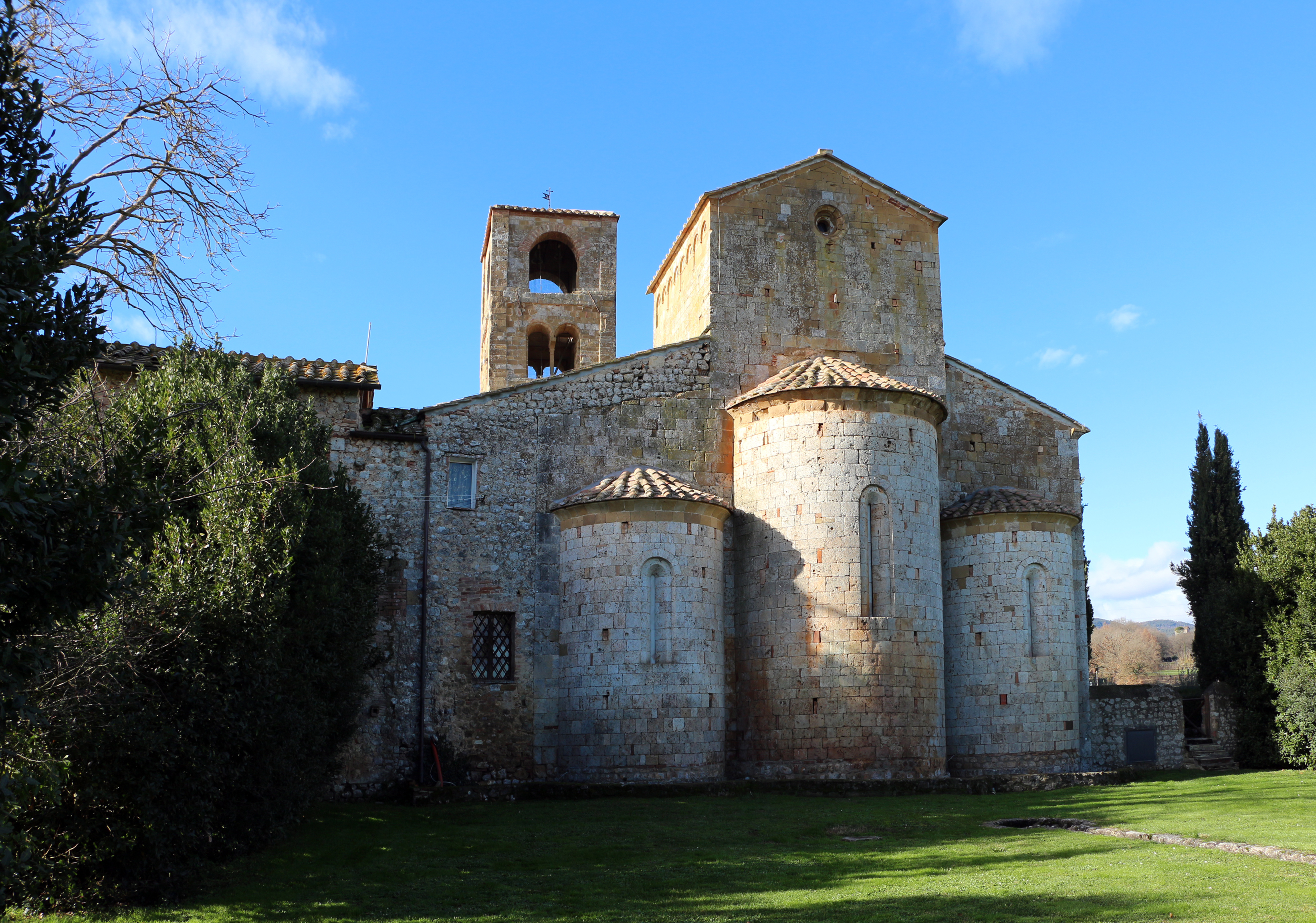
Die Apsiden nach der Restaurierung
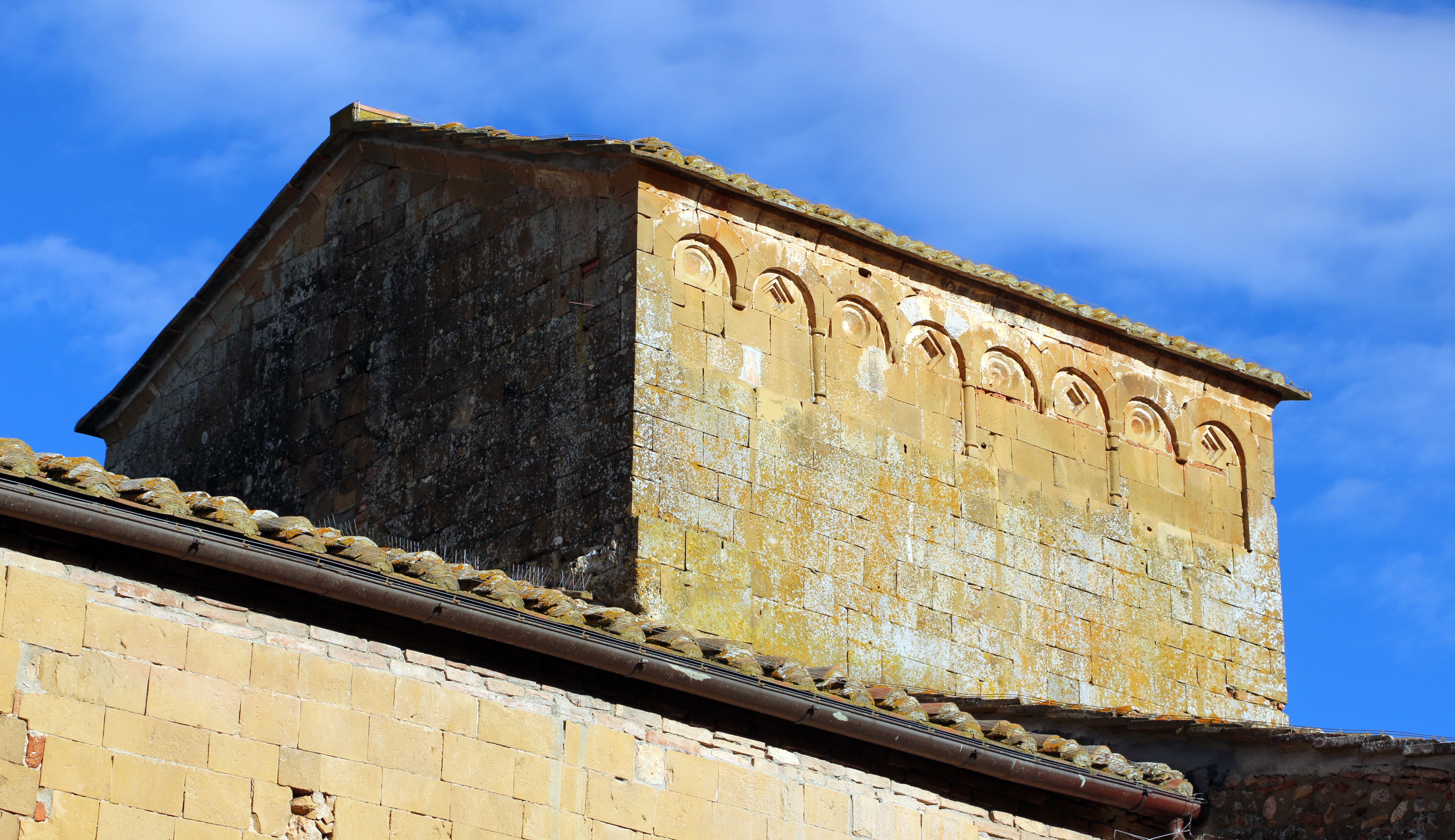
Tiburio im Stil der pisanischen Romanik
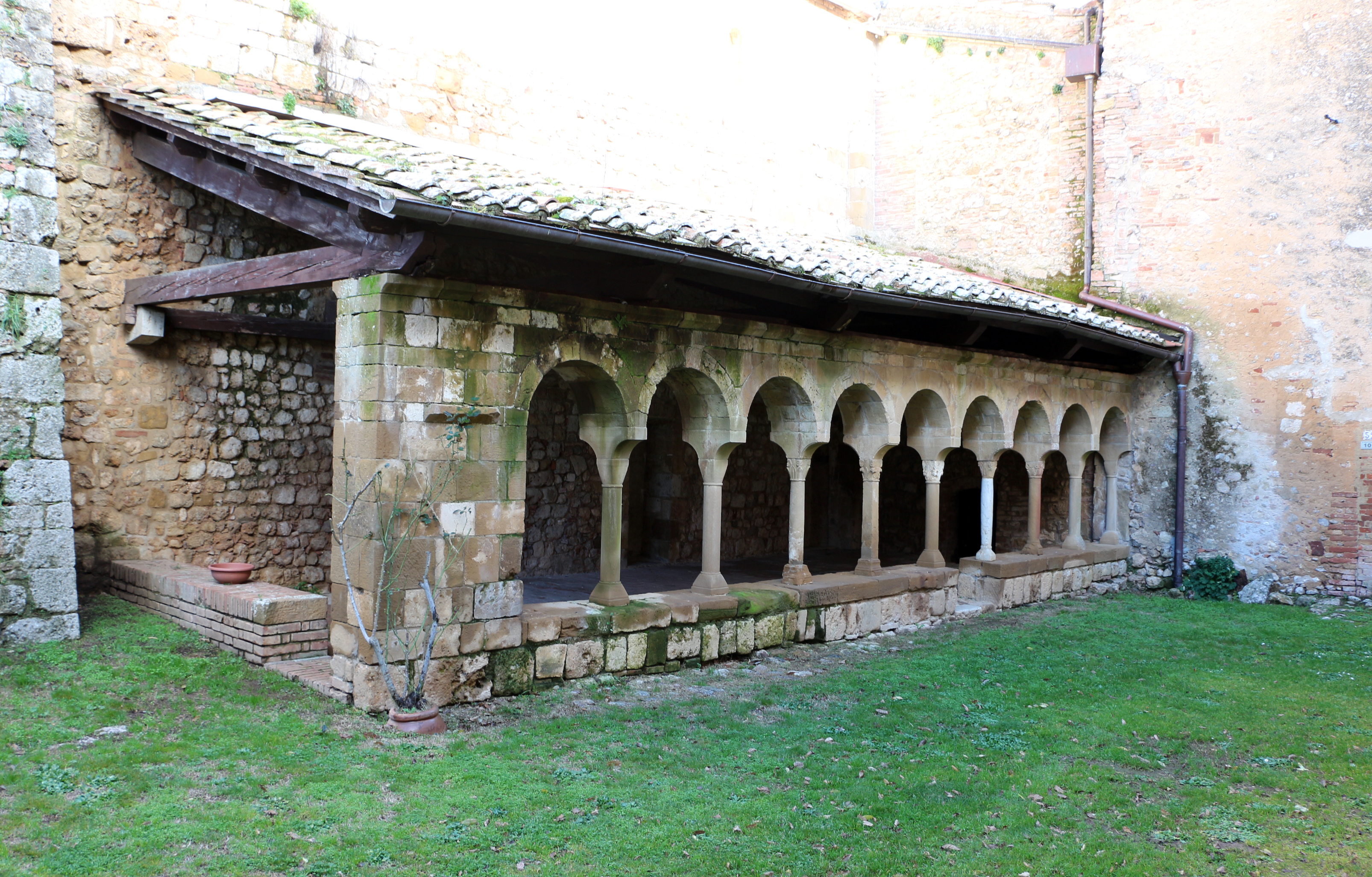
Kreuzgang, Teil nach der Restaurierung
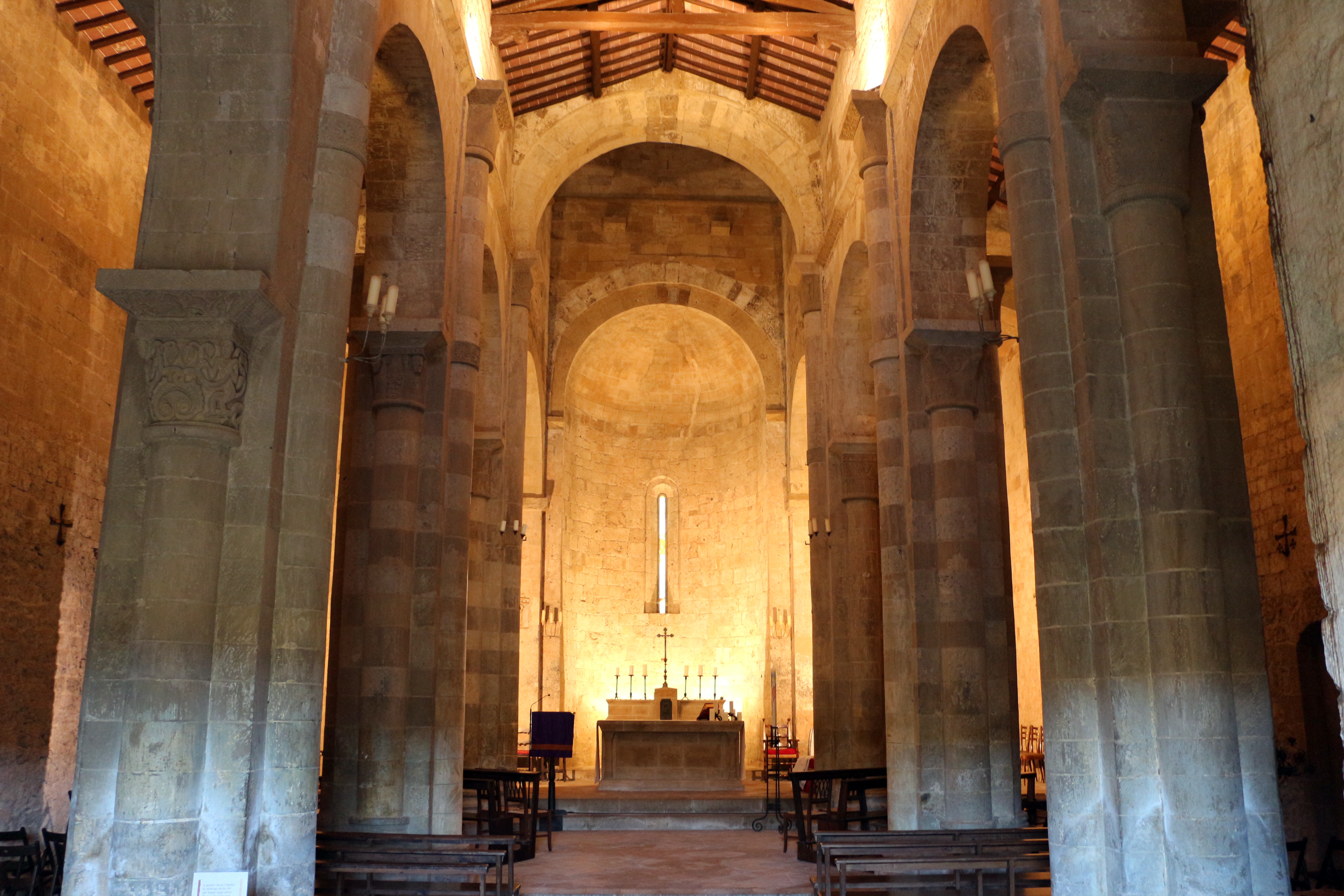
Innen
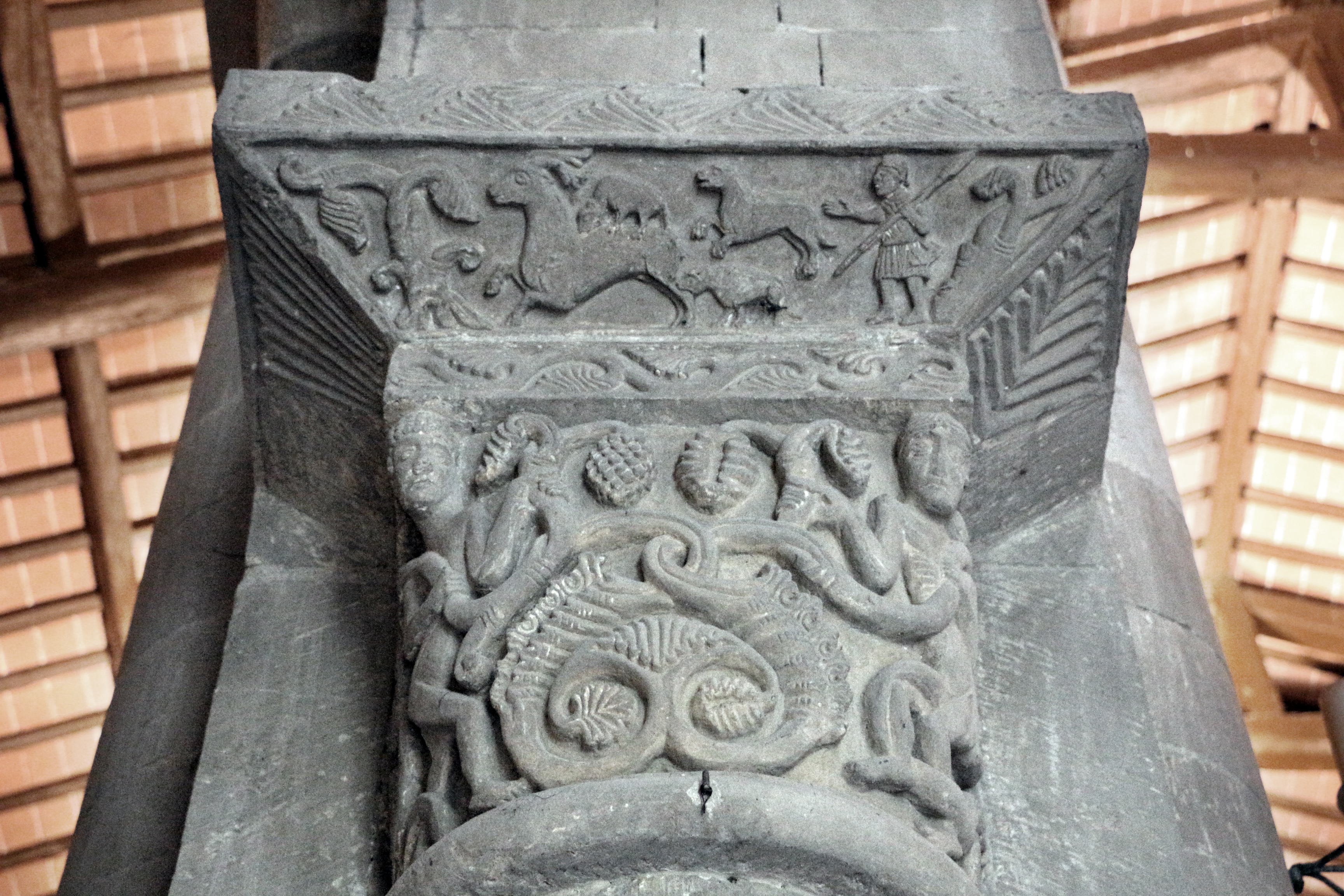
Kapitell mit Weinlese-Szene